# Brazil
Brazil je film režiséra Terryho Gilliama z roku 1985. Film se promítá ve více verzích s odlišným závěrem (podobně jako film Blade Runner).

## Děj
Příběh se odehrává v blízké budoucnosti v zemi s přebujelým úřednickým aparátem a tajnými službami. Informační služba ví o každém hnutí, zásahová jednotka provede zatčení a odsouzence sváže do svěrací kazajky a odveze k výslechům. Tajná policie je pak mučí psychicky – formuláři, znevýhodněnými úrokovými sazbami, a také fyzicky. Hrdinou filmu je Sam, šikovný, i když trochu zbrklý úředníček, jehož matka, jak se později dozvídá, je milenkou šéfa informací, a je tudíž vybaven slušnou protekcí. Při vyřizování přeplatku jednoho chybného zásahu se zamiluje do Jill, přímočaré řidičky náklaďáku a dívky ze svých snů, která je svědkem pomýleného zatýkání, čímž se stává nepohodlnou. Absurdní scéna, při které Sam nabízí pozůstalé po justičním omylu přeplatek soudních výloh kvůli nevyplněnému formuláři navazuje na útěk Jill před Samem (co dobrého lze od úředníků čekat). Vše se ale komplikuje, protože Jill je neustále v pohybu a Sam, aby jí znovu našel, přijímá povýšení do oddělení informací. Při potrhlé scéně s honičkou Jill asistuje elitní policie a když ji Sam dohoní a vysvětlí se, že ji vlastně nezatýká, ale chce jí vyznat lásku, je svědkem toho, jak Jill přijímá balíček. Chvíli se domnívá, že Jill je teroristka a v balíčku je bomba, ale brzy se přesvědčí o opaku.
Společný vztah je poznamenán Samovým strachem ze systému, naopak přístup Jill je důvěřivý, přímý. Výsledkem Samovy snahy o utajení a ochránění Jill je, že se stále více zamotávají do problémů a nakonec jim při milování, které by mohlo být happy endem, do bytu vtrhne zásahová jednotka a oba zatkne. Jill při zatýkání umírá a Sam je mučen.
Celý film doprovází Samovy sny, které doplňují situace o rozměr představ a postojů, poslední sen (druhá dobrá příležitost, jak skončit happy endem) je o tom, jak se Samovi povede vyhodit do vzduchu nenáviděný úřad informací a se svou milou odjíždí ze šedivého města do krásné přírody. Leč je to pouze sen a poslední záběr je na dva mučitele (Samovy dřívější spolupracovníky), jak konstatují nad svázaným Samem jeho úplný únik do říše snů. A na tváři hlavního hrdiny spoutaného v chladicí věži přechází bezstarostný úsměv těch, kteří jsou mimo tento svět.

## Problémy s distribucí
Ve Spojených státech si vymínila distribuční společnost Universal zkrácení neradostného závěru filmu. Poté vznikla protestní dopisová kampaň proti Universalu. Po získání ceny filmových kritiků se situace uklidnila a ani zkrácení nebylo v celém plánovaném rozsahu.